# Salen (Argyll and Bute)
Salen är en by på ön Isle of Mull i Argyll and Bute i Skottland. Byn är belägen 14 km 
från Tobermory. Orten har 500 invånare (1991).